# Mehdi Zeffane
Mehdi Zeffane (Sainte-Foy-lès-Lyon, 19 maggio 1992) è un calciatore francese naturalizzato algerino, difensore svincolato della nazionale algerina.

## Carriera

### Club
Nella stagione 2012-2013 ha giocato una partita in Europa League, quindi nella stagione successiva debutta in Ligue 1 e gioca nuovamente alcune partite in ambito internazionale.

## Palmarès

### Club

#### Competizioni nazionali
- Coppa di Francia: 1

Rennes: 2018-2019

### Nazionale
- Coppa d'Africa: 1

Egitto 2019